# Minúscula 63
Minúscula 63 (en la numeración Gregory-Aland), A 118 (Soden), antiguamente conocida como Ussher 1, es un manuscrito griego en minúsculas del Nuevo Testamento, en hojas de pergamino. Es datado paleográficamente en el siglo X. Tiene marginalia.

## Descripción
El códice contiene el texto casi completo de los cuatro Evangelios en 237 hojas de pergamino (tamaño de 31.8 cm por 24 cm) con únicamente una pequeña laguna. El texto está escrito en una columna por página, 18-24 líneas por página. Las letras iniciales están escritas en rojo. Contiene comentarios escritos en 48-52 líneas por página.
El texto está dividido de acuerdo con los κεφαλαια (capítulos), cuyos números se dan al margen, y sus τιτλοι (títulos) en la parte superior de las páginas. El texto está dividido de acuerdo con los Secciones Amonianas (Mateo, 355 secciones; Marcos, 234; Lucas, 342; Juan, 241), cuyos números se dan en el margen, con referencias a los Cánones de Eusebio (escritas debajo de los números de Secciones Amonianas).
Contiene Prolegómenos, tablas de los κεφαλαια (tablas de contenido) antes de cada Evangelio, Synaxarion, suscripciones al final de cada Evangelio, e ilustraciones.
La última hoja, que continía Juan 21:25, se perdió. El Folio IV pertenece al leccionario 454.

## Texto
El texto griego de este códice es representativo del tipo textual bizantino. Aland lo colocó en la Categoría V. No fue examinado usando el Perfil del Método de Claremont.
La perícopa de la adúltera (Juan 7:53-8:11) es omitida.

## Historia
El manuscrito perteneció a Ussher (junto con el códice 61).
Algunos extractos fueron aportados por Henry Dodwell, al igual que 64, al Nuevo Testamento del Obispo Fell de 1675.  Fue examinado por Richard Bulkeley para Mill, Dobbin (en 1855), y John Twycrosse (1858).  C. R. Gregory lo vio en 1883.
Se encuentra actualmente en el Trinity College (Ms. 31, fol. 1-237), en Dublín.

## Lectura adicional
- Gregory, Caspar René (1900). Textkritik des Neuen Testaments 1. Leipzig: J.C. Hinrichs'sche Buchhandlung. p. 143.

- Datos: Q1937647